# Waasmunster
Waasmunster és un municipi belga de la província de Flandes Oriental a la regió de Flandes.

## Agermanaments
- Kranjska Gora